# Jaroslav Hellebrand
Jaroslav Hellebrand (* 30. prosince 1945, Praha) je český veslař, reprezentant Československa, olympionik, který získal bronzovou medaili z Olympijských her. V Montrealu 1976 získal bronzovou medaili v párové čtyřce.

## Účast na LOH
- LOH 1968 – 12. místo
- LOH 1972 – 12. místo
- LOH 1976 – 3. místo